# Neopanorpa pulchra
Neopanorpa pulchra är en näbbsländeart som beskrevs av Carpenter 1945. Neopanorpa pulchra ingår i släktet Neopanorpa och familjen skorpionsländor. Inga underarter finns listade i Catalogue of Life.